# Halophytaceae
Halophytaceae es una pequeña familia de plantas dicotiledóneas con una sola especie: Halophytum ameghinoi, endémica de la Patagonia. 

## Descripción
Es una planta herbácea caducifolia suculenta con hojas simples, carnosas y alternas. Tiene flores femeninas solitarias e inflorescencias con flores masculinas en la misma planta .
El sistema APG II de 2003 reconoce esta familia y le asigna el orden Caryophyllales.

## Taxonomía
Halophytum ameghinoi fue descrita por (Speg.) Speg. y publicado en Anales del Museo Nacional de Buenos Aires 7: 153. 1902.
Sinonimia
- Tetragonia ameghinoi Speg.[3]